# Soziale Verteidigung
Das Konzept der Sozialen Verteidigung wurde in den 1960er und 1970er Jahren als Alternative zu Krieg und militärischen Versuchen der Konfliktlösung entwickelt. Nach einer viel zitierten Definition ist der Schwerpunkt nicht die Verteidigung eines Territoriums, sondern der Strukturen der Zivilgesellschaft gegen militärische Übergriffe eines anderen Landes (oder gegen die Handlungen von Putschisten).

## Historische Entwicklung
Aufgebaut wurde dabei unter anderem auf den Grundlagen des von Henry David Thoreau entwickelten zivilen Ungehorsams und dem gewaltfreien Widerstand Mahatma Gandhis und Martin Luther Kings. Angeknüpft wurde auch an den Ruhrkampf, den Widerstand in Dänemark und Norwegen gegen die deutschen Besatzer während des Zweiten Weltkriegs und den Widerstand nach dem Einmarsch der Truppen des Warschauer Paktes in der ČSSR am 21. August 1968 (vgl. Prager Frühling). Dies bedeutet jedoch nicht, dass es sich bei den genannten oder weiteren Beispielen bereits um Soziale Verteidigung im Sinne des theoretisch ausgearbeiteten Konzepts handelte.
In den 1980er Jahren wurden Methoden der Gewaltfreien Aktion von der bundesdeutschen Friedensbewegung und Ökologiebewegung eingesetzt, oft verbunden mit Überlegungen, wie eine Gesellschaft eigentlich aussehen muss, um sich mit Mitteln der Sozialen Verteidigung gegen eventuelle Angriffe behaupten zu können.

## Grundannahmen
Soziale Verteidigung geht von dem Wertegrundsatz aus, dass Menschenleben und Strukturen einer Gemeinschaft wichtiger sind als politisch-historische Einflusssphären. Es lohnt sich weniger, historisch gewachsene hegemoniale Grenzen zu erhalten als die soziale Struktur einer Gesellschaft und ihre Einrichtungen. Die Nachteile, die bei der Machtausübung von Besatzern entstehen, sind eher zu ertragen als die Opfer an Menschenleben und Gebäuden, den eine militärische Verteidigung mit sich bringt. Fremdherrschaft ist besser als gegenseitige Zerstörung (erst recht in Zeiten des atomaren Patts).
Soziale Verteidigung geht von der Voraussetzung aus, dass ein Aggressor größtmöglichen Nutzen aus seinem Angriff ziehen möchte, und zwar im Sinne einer Nutzung von Ressourcen und Arbeitskraft des besetzten Landes („rationale Ziele“); somit ist ihm an der effektiven Beherrschung des Landes gelegen und nicht an dessen Zerstörung.
Soziale Verteidigung geht von dem Ziel aus, dass auf jeden Fall die immensen Zerstörungen und Verwüstungen verhindert werden müssen, die typischerweise bei einem militärischen Konflikt entstehen. Daher ist eine militärische Verteidigung nicht angebracht. Wichtiges Ziel bleibt selbstverständlich die Verhinderung bzw. Vermeidung von Besatzungswillkür durch die abschreckende Wirkung einer entschlossenen Bürgergesellschaft.

„Ziel ist also eine bewusst gehandhabte gesellschaftliche Selbstbehauptung, indem die betroffenen Menschen in den politischen, gesellschaftlichen und wirtschaftlichen Einrichtungen demjenigen mit gewaltlosen Aktionsformen die Kontrolle der Strukturen und Institutionen des Landes erschweren und – im Idealfall – unmöglich machen, der militärisch intervenieren oder die Macht übernehmen möchte.“

Es wird nicht der Angriff bestraft, sondern die Besatzung.
Soziale Verteidigung basiert auf folgenden Grundhaltungen (nach Michael Schmid):
- jeder Mensch wird als Mensch geachtet, also auch der Gegner;
- bekämpft wird das Unrecht und nicht die Person, die es ausübt oder stützt;
- der Glaube, dass jeder Mensch veränderungsfähig ist;
- die Bereitschaft, Leiden auf sich zu nehmen, um so aus der Spirale von Gewalt und Gegengewalt auszusteigen, auch um die Glaubwürdigkeit des eigenen Anliegens zu unterstreichen;
- bei gewaltfreiem Handeln müssen Ziel und Mittel übereinstimmen.

## Empfohlene Verhaltensweisen
Während militärische Verteidigung in der Regel den Eintrittspreis für einen Aggressor möglichst hoch gestalten will, beschert die sich gewaltlos verteidigende Bevölkerung einen hohen Aufenthaltspreis. Von der Sozialen Verteidigung soll also von vornherein eine „Warnungswirkung“ ausgehen, die den Gegner von einem Angriff abhält.
Mögliche Aktionen reichen von Freundlichkeit zu den Soldaten des Aggressors über Diskussion, Streiks, symbolische Aktionen, zivilen Ungehorsam bis hin zu aktiver Sabotage. Darunter fallen humorvolle Aktionen und Aktionen der Kommunikationsguerilla oder der Clownarmee.
Soziale Verteidigung strebt friedliche Mittel an, keine Anwendung von Gewalt.
Begleitende und präventive Maßnahmen sind sehr wichtig, z. B. eine Aufklärung der Weltöffentlichkeit, Krisenprävention, Programme für soziale und ökologische Gerechtigkeit.

## Beispiele, Möglichkeiten und Grenzen
1968 in Prag zeigte sich z. B., welche Wirkung es auf Soldaten haben kann, wenn sie keinem bewaffneten, also für sie selbst bedrohlichen, Gegner gegenüberstehen, sondern diskussionsbereiten unbewaffneten Menschen.
Weitere Beispiele sind die friedliche „orange“ Revolution in der Ukraine und der zivile Ungehorsam der Bürger des Irak gegenüber amerikanisch-britischen Besatzern.
Eine Grenze der SV liegt da, wo ein Angreifer ausschließlich am Territorium mit seinen Bodenschätzen interessiert ist und keinerlei Rücksichten auf die ethischen Überzeugungen der eigenen Bevölkerung oder der Weltöffentlichkeit nehmen muss. So war die Quit-India-Bewegung im kolonialen Indien nicht zuletzt an die britische Bevölkerung gerichtet.
Voraussetzung für eine erfolgreiche SV ist, dass die Bevölkerung und die Entscheidungsträger die Wertordnung der SV-Theorie teilen; denn sie gelingt umso eher, je mehr Betroffene hinter ihr stehen.
Die Bereitschaft der Bevölkerung, unter einer willkürlichen Besatzung friedlich zu bleiben, hat ihre Grenzen. Durch charismatische Redner und aufgrund individual- und massenpsychologischer Prozesse kann es dazu kommen, dass Gewalt gegen Aggressoren auch unorganisiert ausbricht. Schon die Bereitschaft weniger, mit Gewalt auf die Besatzer zu reagieren, reicht aus, dass die Situation eskaliert. Die Lage in Palästina seit 2002 und im Irak seit 2004 sind hierfür Beispiele.
Überall da, wo ein Territorium mitsamt den darauf lebenden Menschen, insbesondere ihrer Arbeitskraft, erobert werden soll, können mit gewaltfreien Methoden die Kosten einer Besatzung genauso hochgetrieben werden wie mit Gewaltakten gegen die Besatzer. Damit sind nicht nur Kosten für die Besatzer, sondern auch Risiken für die Besetzten verbunden, da Angreifer auch auf Methoden der SV mit Gewalt und Zerstörung reagieren können. Die SV geht jedoch davon aus, dass die Wahrscheinlichkeit und Wucht der Zerstörung sinkt, je weniger Gewalt ihr entgegengesetzt wird.

## Die Idee tragende Personen und Organisationen
Um das Konzept weiterzuentwickeln und zu verbreiten, gründeten Organisationen und Personen aus der Friedensbewegung 1989 den Bund für Soziale Verteidigung. Aus diesem ging 2022 die Kampagne Wehrhaft ohne Waffen hervor, die zum Ziel hat, das Konzept der Sozialen Verteidigung in Modellregionen zu erproben.
Vordenker des Konzepts der Sozialen Verteidigung waren in Deutschland unter anderen Theodor Ebert, Dieter Senghaas, Eva Senghaas-Knobloch, Dieter S. Lutz und die Mitarbeiter der im Suhrkamp-Verlag erschienen Buchreihe Friedensanalysen. An der Weiterentwicklung beteiligten sich unter anderem Wolfgang Sternstein, Christine Schweitzer und Barbara Müller. In den USA waren unter anderem Gene Sharp und Adam Roberts an der Entwicklung dieses Konzepts maßgeblich beteiligt, in Skandinavien Johan Galtung, Andrew Mack und Anders Boserup. Hinzu kommen die Beiträge des Australiers Brian Martin.
Politische Relevanz erreichte das Konzept durch seine Rezeption in der Partei Die Grünen, in deren Partei- und Wahlprogramme es zeitweilig aufgenommen wurde.